# 트리트 윌리엄스
트리트 윌리엄스(Treat Williams, 1951년 12월 1일~2023년 6월 12일)는 미국의 영화배우이다.

## 출연 작품

### 영화
- 헤어 (1979)
- 1941 (1979)
- 도시의 제왕 (1981)
- 욕망이라는 이름의 전차 (1984) - TV 영화
- 원스 어폰 어 타임 인 아메리카 (1984)
- 데드 히트 (1988)
- 팬텀 (1996)
- 데블스 오운 (1997)
- 딥 라이징 (1998)
- 사랑이 지나간 자리 (1999)
- 헐리우드 엔딩 (2002)
- 미스 에이전트 2 (2005)
- 127 시간 (2010)
- 데드폴 (2012) - 베커 역
- 에이지 오브 다이노소어 (2013, Age of Dinosaurs) - 게이브 역
- 엘리자베스 비숍의 연인 (2013, Flores Raras) - 로베르트 역
- 인 더 블러드 (2014) - 로버트 그랜트 역
- 베어풋 (2014) - 휠러 씨 역
- 로저 코먼의 오퍼레이션 로그 (2014, Roger Corman's Operation Rogue)
- The Congressman (2016)
- Confirmation (2016)
- 세컨드 액트 (2018)
- 돌리 파튼의 크리스마스 온 더 스퀘어 (2020) - 칼 역

### 텔레비전
- 사랑의 마을 에버우드 (2002-06)
- 화이트 칼라 (2012-13)
- 시카고 파이어 (2013-18)
- American Odyssey (2015)
- 체서피크 쇼어 (2016-22)
- 블루 블러드 (2016-23)